# Sátão
Sátão ('satɐ̃ũ) è un comune portoghese di 13 144 abitanti situato nel distretto di Viseu.

## Società

### Evoluzione demografica
| Popolazione di Sátão (1801 – 2004) | Popolazione di Sátão (1801 – 2004) | Popolazione di Sátão (1801 – 2004) | Popolazione di Sátão (1801 – 2004) | Popolazione di Sátão (1801 – 2004) | Popolazione di Sátão (1801 – 2004) | Popolazione di Sátão (1801 – 2004) | Popolazione di Sátão (1801 – 2004) | Popolazione di Sátão (1801 – 2004) |
| ---------------------------------- | ---------------------------------- | ---------------------------------- | ---------------------------------- | ---------------------------------- | ---------------------------------- | ---------------------------------- | ---------------------------------- | ---------------------------------- |
| 1801                               | 1849                               | 1900                               | 1930                               | 1960                               | 1981                               | 1991                               | 2001                               | 2004                               |
| 3416                               | 9684                               | 13472                              | 14892                              | 16824                              | 13587                              | 13342                              | 13144                              | 13419                              |

## Freguesias
- Águas Boas
- Avelal
- Ferreira de Aves
- Forles
- Mioma
- Rio de Moinhos
- Romãs, Decermilo e Vila Longa
- São Miguel de Vila Boa
- Sátão
- Silvã de Cima